# Volta per un Xile Líder
La Volta per un Xile Líder (antigament: Volta Líder al sud) era una cursa ciclista per etapes que es disputava a Xile. La primera edició es disputà el 1997 i el 2005 va entrar a formar part de l'UCI Amèrica Tour. L'última cop que es va organitzar va ser el 2007.

## Palmarès

### Fins al 2003
- 1997:  José Medina
- 1998:  Pablo González
- 1999:  Víctor Garrido
- 2000:  Juan-Manuel Fierro
- 2001:  Jorge Giacinti
- 2002:  Edgardo Simón
- 2003:  Marco Arriagada

### A partir del 2003
| Any  | Vencedor         | Segon            | Tercer          |
| ---- | ---------------- | ---------------- | --------------- |
| 2004 | Edgardo Simón    | Andrei Sartassov | Pedro Prieto    |
| 2005 | Edgardo Simón    | Juan Cabrera     | Marco Arriagada |
| 2006 | Andrei Sartassov | Marco Arriagada  | Jorge Giacinti  |
| 2007 | Jorge Giacinti   | Magno Nazaret    | Walter Pedraza  |